# William Earl Dodge Scott
William Earl Dodge Scott est un ornithologue américain né en avril 1852 et mort le 21 août 1910.
Il a notamment travaillé sur les oiseaux des États-Unis, de la Jamaïque et de Patagonie.